# سیارک ۲۲۹۲۲
سیارک ۲۲۹۲۲ (به انگلیسی: 22922 Sophiecai، نامگذاری:1999TF97) بیست و دو هزار و نهصد و بیست و دومین سیارک کشف شده‌است که در ۲ اکتبر ۱۹۹۹ کشف شد.
قدر مطلق سیارک برابر ۱۱.۲ است.